# Helsa
Helsa is een gemeente in de Duitse deelstaat Hessen, en maakt deel uit van het district Kassel.
Helsa telt 5.677 inwoners.

## Geboren
- Karl Ziegler (1898-1973), scheikundige en Nobelprijswinnaar (1963)

Ahnatal · Bad Emstal · Bad Karlshafen · Baunatal · Breuna · Calden · Espenau · Fuldabrück · Fuldatal · Grebenstein · Habichtswald · Helsa · Hofgeismar · Immenhausen · Kaufungen · Liebenau · Lohfelden · Naumburg · Nieste ·  Niestetal ·  Reinhardshagen · Schauenburg · Söhrewald · Trendelburg · Vellmar · Wesertal · Wolfhagen · Zierenberg